# Liste des longs métrages japonais proposés à l'Oscar du meilleur film international

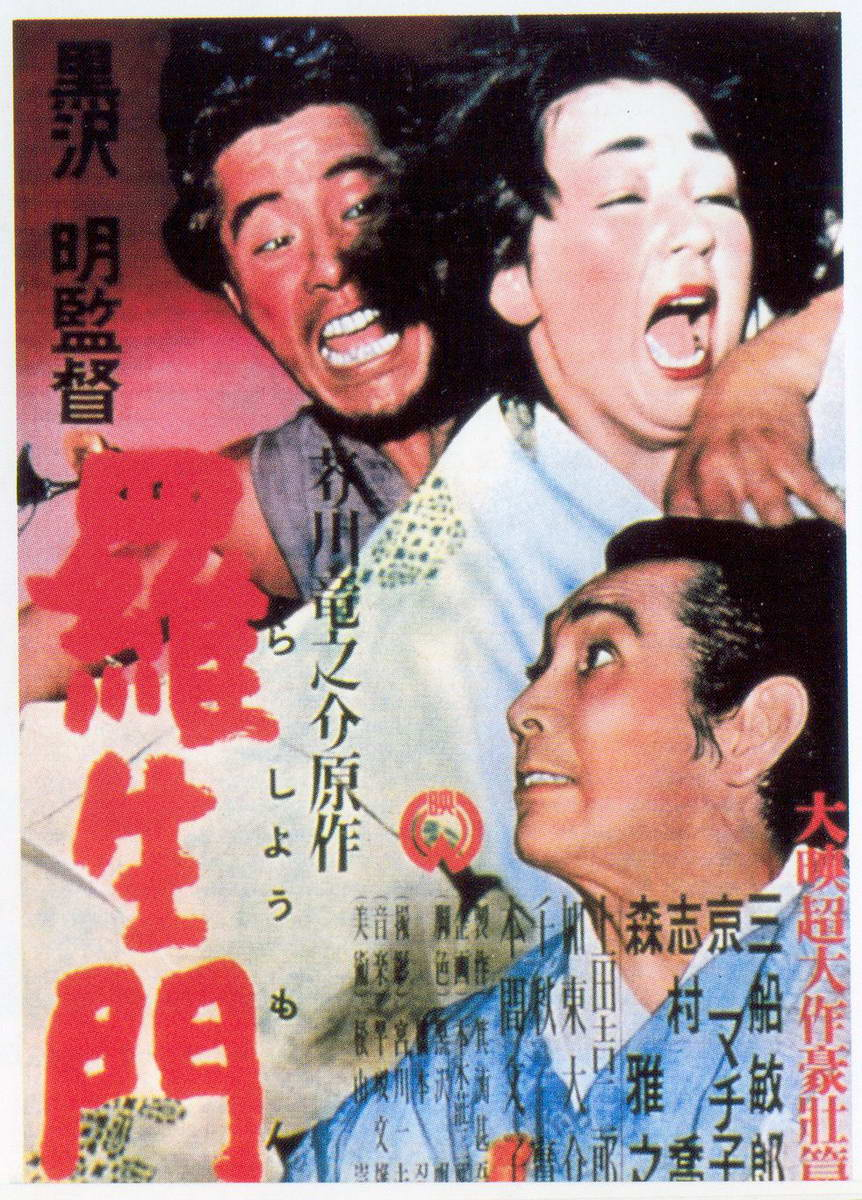
Affiche du film Rashōmon d'Akira Kurosawa, qui fut élu meilleur film en langue étrangère sorti aux États-Unis en 1951, et qui reçut un Oscar d'honneur.

Le Japon présente des films pour l'Oscar du meilleur film international depuis la création de la récompense. La statuette est remise chaque année à un pays par l'Academy of Motion Picture Arts and Sciences à un long métrage produit en dehors des États-Unis et tourné dans une langue autre que l'anglais.
L'Oscar du meilleur film en langue étrangère a été créé en 1956 ; cependant, entre 1947 et 1955, l'Académie a décerné des récompenses honorifiques aux meilleurs films en langue étrangère sortis aux États-Unis. Ces Oscars d'honneur n'étaient pas concurrentiels, car il n'y avait aucun nommé mais simplement un gagnant chaque année qui était élu par le conseil supérieur de l'académie. Trois films japonais ont reçu cette récompense honorifique pendant cette période. Lors de la cérémonie de 1956, l'Oscar du meilleur film en langue étrangère a été créé pour les films non-anglophones, et est décerné chaque année depuis.
Entre 1956 et 2009, douze films japonais ont été nommés pour l'Oscar du meilleur film en langue étrangère, et un film, Departures, a gagné la statuette,. Les seuls deux réalisateurs japonais à avoir été nommés plusieurs fois sont Akira Kurosawa, Noboru Nakamura. Kurosawa a reçu un Oscar d'honneur avant la création officielle du prix pour son film Rashōmon et un vrai Oscar pour Dersou Ouzala (nommé pour l'Union soviétique), et a eu quatre autres films proposés, dont deux acceptés à la nomination. Ran, son film de 1985, n'a pas été proposé délibérément par l'industrie cinématographique japonaise pour l'Oscar du meilleur film en langue étrangère à cause de sa mauvaise réception parmi les réalisateurs japonais de l'époque. Nakamura a eu deux films nommés, Koto et Chieko-shō. Parmi tous les pays qui ont présenté des films à ce prix, le Japon se range cinquième en termes de nominations totales, derrière la Suède (quatorze nominations) et devant l'Union soviétique (neuf nominations).

## Candidatures
Chaque année, chaque pays est invité par l'Academy of Motion Picture Arts and Sciences à présenter un long-métrage pour l'Oscar du meilleur film en langue étrangère. Le Comité de récompense supervise le processus et fait une critique de tous les films présentés. Après cela, ils votent à bulletin secret pour déterminer les cinq nommés pour la récompense. Avant la création du prix en 1956, le conseil supérieur de l'académie élisait un film chaque année qu'il considérait comme le meilleur film en langue étrangère sorti aux États-Unis, il n'y avait aucune nomination. Ci-dessous une liste des films qui ont été présentés par le Japon pour la récompense depuis sa création.
Toutes les œuvres japonaises ont été tournées en japonais.
| Année (Cérémonie) | Titre français                 | Titre original                                        | Réalisateur         | Résultat        |
| ----------------- | ------------------------------ | ----------------------------------------------------- | ------------------- | --------------- |
| 1952 (24e)        | Rashōmon                       | 羅生門                                                | Akira Kurosawa      | Oscar d'honneur |
| 1955 (27e)        | La Porte de l'enfer            | 地獄門 Jigokumon                                      | Teinosuke Kinugasa  | Oscar d'honneur |
| 1956 (28e)        | La Légende de Musashi          | 宮本武蔵 Miyamoto Musashi                             | Hiroshi Inagaki     | Oscar d'honneur |
| 1957 (29e)        | La Harpe de Birmanie           | ビルマの竪琴 Biruma no tategoto                       | Kon Ichikawa        | Nommé           |
| 1958 (30e)        | Une femme indomptable          | あらくれ Arakure                                      | Mikio Naruse        | Non nommé       |
| 1959 (31e)        | La Ballade de Narayama         | 楢山節考 Narayama Bushiko                             | Keisuke Kinoshita   | Non nommé       |
| 1960 (32e)        | Feux dans la plaine            | 野火 Nobi                                             | Kon Ichikawa        | Non nommé       |
| 1961 (33e)        | Fin d'automne                  | 秋日和 Akibiyori                                      | Yasujirō Ozu        | Non nommé       |
| 1962 (34e)        | Un amour éternel               | 永遠の人 Eien no hito                                 | Keisuke Kinoshita   | Nommé           |
| 1963 (35e)        | J'ai deux ans                  | 私は二歳 Watashi wa ni sai                            | Kon Ichikawa        | Non nommé       |
| 1964 (36e)        | Kyoto                          | 古都                                                  | Noboru Nakamura     | Nommé           |
| 1965 (37e)        | La Femme des sables            | 砂の女 Suna no onna                                   | Hiroshi Teshigahara | Nommé           |
| 1966 (38e)        | Kwaïdan                        | 怪談 Kaidan                                           | Masaki Kobayashi    | Nommé           |
| 1967 (39e)        | Le Lac des larmes              | 湖の琴 Umi no koto                                    | Tomotaka Tasaka     | Non nommé       |
| 1968 (40e)        | Portraits de Chieko            | 智恵子抄 Chieko-sho                                   | Noboru Nakamura     | Nommé           |
| 1969 (41e)        | Le Soleil de Kurobe            | 黒部の太陽 Kurobe no taiyō                            | Kei Kumai           | Non nommé       |
| 1970 (42e)        | Profonds désirs des dieux      | 神々の深き欲望 Kamigami no fukaki yokubō              | Shōhei Imamura      | Non nommé       |
| 1971 (43e)        | Buraikan                       | 無頼漢                                                | Masahiro Shinoda    | Non nommé       |
| 1972 (44e)        | Dodes'kaden                    | どですかでん Dodesukaden                              | Akira Kurosawa      | Nommé           |
| 1973 (45e)        | Sous les drapeaux, l'enfer     | 軍旗はためく下に Gunki hatameku moto ni               | Kinji Fukasaku      | Non nommé       |
| 1974 (46e)        | Coup d'État                    | 戒厳令 Kaigenrei                                      | Yoshishige Yoshida  | Non nommé       |
| 1975 (47e)        | Les Fossiles                   | 化石 Kaseki                                           | Masaki Kobayashi    | Non nommé       |
| 1976 (48e)        | Sandakan N° 8                  | サンダカン八番娼館 望郷 Sandakan hachibanshōkan bōkyō | Kei Kumai           | Nommé           |
| 1978 (50e)        | Mont Hakkoda                   | 八甲田山 Hakkōda-san                                  | Shirō Moritani      | Non nommé       |
| 1979 (51e)        | L'Empire de la passion         | 愛の亡霊 Ai no bōrei                                  | Nagisa Ōshima       | Non nommé       |
| 1980 (52e)        | Gassan                         | 月山                                                  | Tetsutarō Murano    | Non nommé       |
| 1981 (53e)        | Kagemusha, l'Ombre du guerrier | 影武者 Kagemusha                                      | Akira Kurosawa      | Nommé           |
| 1982 (54e)        | La Rivière de boue             | 泥の河 Doro no kawa                                   | Kōhei Oguri         | Nommé           |
| 1983 (55e)        | Dans l'ombre du loup           | 鬼龍院花子の生涯 Kiryūin hanako no shōgai             | Hideo Gosha         | Non nommé       |
| 1984 (56e)        | Antarctica                     | 南極物語 Nankyoku monogatari                          | Koreyoshi Kurahara  | Non nommé       |
| 1985 (57e)        | Les Enfants de Mac Arthur      | 瀬戸内少年野球団 Setōchi shōnen yakyū-dan             | Masahiro Shinoda    | Non nommé       |
| 1986 (58e)        | Sombre Crépuscule              | 花いちもんめ Hanaichimonme                            | Shun'ya Itō         | Non nommé       |
| 1987 (59e)        | Prise finale                   | キネマの転地 Kinema no tenchi                         | Yōji Yamada         | Non nommé       |
| 1988 (60e)        | Zegen, le seigneur des bordels | 女衒 Zegen                                            | Shōhei Imamura      | Non nommé       |
| 1989 (61e)        | Espoir et Douleur              | ダウンタウン・ヒーローズ Dauntaun Hiirōzu             | Yōji Yamada         | Non nommé       |
| 1990 (62e)        | Rikyu                          | 利休                                                  | Hiroshi Teshigahara | Non nommé       |
| 1991 (63e)        | L'Aiguillon de la mort         | 死の棘 Shi no toge                                    | Kōhei Oguri         | Non nommé       |
| 1992 (64e)        | Rhapsodie en août              | 八月の狂詩曲 Hachigatsu no kyōshikyoku                | Akira Kurosawa      | Non nommé       |
| 1993 (65e)        | Femme dans un enfer d'huile    | 女殺油地獄 Onna ya abura jigoku                       | Hideo Gosha         | Non nommé       |
| 1994 (66e)        | Madadayo                       | まあだだよ Mādadayo                                   | Akira Kurosawa      | Non nommé       |
| 1995 (67e)        | Pompoko                        | 平成狸合戦ぽんぽこ Heisei tanuki gassen Ponpoko       | Isao Takahata       | Non nommé       |
| 1996 (68e)        | Fukai kawa                     | 深い河                                                | Kei Kumai           | Non nommé       |
| 1997 (69e)        | Gakko II                       | 学校II Gakkō II                                       | Yōji Yamada         | Non nommé       |
| 1998 (70e)        | Princesse Mononoké             | もののけ姫 Mononoke hime                              | Hayao Miyazaki      | Non nommé       |
| 1999 (71e)        | Ai o kō hito                   | 愛を乞う人 Ai o kōhito                                | Hideyuki Hirayama   | Non nommé       |
| 2000 (72e)        | Poppoya                        | 鉄道員 Tetsudōin                                      | Yasuo Furuhata      | Non nommé       |
| 2001 (73e)        | Après la pluie                 | 雨あがる Ame agaru                                    | Takashi Koizumi     | Non nommé       |
| 2002 (74e)        | Go                             | ゴー                                                  | Isao Yukisada       | Non nommé       |
| 2003 (75e)        | Out                            | アウト                                                | Hideyuki Hirayama   | Non nommé       |
| 2004 (76e)        | Le Samouraï du crépuscule      | たそがれ清兵衛 Tasogare seibei                        | Yōji Yamada         | Nommé           |
| 2005 (77e)        | Nobody Knows                   | 誰も知らない Dare mo shiranai                         | Hirokazu Kore-eda   | Non nommé       |
| 2006 (78e)        | Blood and Bones                | 血と骨 Chi to hone                                    | Yōichi Sai          | Non nommé       |
| 2007 (79e)        | Hula Girls                     | フラガール Hura Gāru                                  | Sang-il Lee         | Non nommé       |
| 2008 (80e)        | Soredemo boku wa yattenai      | それでもボクはやってない                              | Masayuki Suo        | Non nommé       |
| 2009 (81e)        | Departures                     | おくりびと Okuribito                                  | Yōjirō Takita       | Oscar           |
| 2010 (82e)        | Personne ne veille sur moi     | 誰も守ってくれない Dare mo mamotte kurenai            | Ryōichi Kimizuka    | Non nommé       |
| 2011 (83e)        | Confessions                    | 告白 Kokuhaku                                         | Tetsuya Nakashima   | Non nommé       |
| 2012 (84e)        | Ichimai no hagaki              | 一枚のハガキ Ichimai no hagaki                        | Kaneto Shindō       | Non nommé       |
| 2013 (85e)        | Our Homeland                   | かぞくのくに 一かぞくのくに Kazoku no kuni            | Yang Yong-hi        | Non nommé       |
| 2014 (86e)        | Fune o amu                     | 舟を編む                                              | Yūya Ishii          | Non nommé       |
| 2015 (87e)        | The Light Shines Only There    | そこのみにて光輝く Soko nomi nite hikari kagayaku     | Mipo O              | Non nommé       |
| 2016 (88e)        | 100 Yen Love                   | 百円の恋 Hyakuen no koi                               | Masaharu Take       | Non nommé       |
| 2017 (89e)        | Haha to kuraseba               | 母と暮せば                                            | Yōji Yamada         | Non nommé       |
| 2018 (90e)        | Yu o wakasuhodo no atsui ai    | 湯を沸かすほどの熱い愛                                | Ryōta Nakano (ja)   | Non nommé       |
| 2019 (91e)        | Une affaire de famille         | 万引き家族 Manbiki kazoku                             | Hirokazu Kore-eda   | Nommé           |
| 2020 (92e)        | Les Enfants du temps           | 天気の子 Tenki no ko                                  | Makoto Shinkai      | Non nommé       |
| 2021 (93e)        | True Mothers                   | 朝が来る Asa ga kuru                                  | Naomi Kawase        | Non nommé       |
| 2022 (94e)        | Drive My Car                   | ドライブ・マイ・カー                                  | Ryūsuke Hamaguchi   | Oscar           |
| 2023 (95e)        | Plan 75                        | プランななじゅうご                                    | Chie Hayakawa       | Non nommé       |
| 2024 (96e)        | Perfect Days                   | パーフェクト・デイズ                                  | Wim Wenders         | Nommé           |
| 2025 (97e)        | Cloud                          | クラウド                                              | Kiyoshi Kurosawa    | Non nommé       |